# William T. Barry

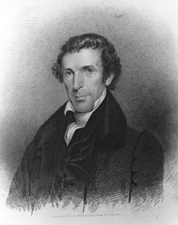
William Taylor Barry

William Taylor Barry (* 5. Februar 1784 in Lunenburg, Lunenburg County, Virginia; † 30. August 1835 in Liverpool) war ein US-amerikanischer Politiker der Demokratisch-Republikanischen Partei, der als Postminister dem Kabinett von US-Präsident Andrew Jackson angehörte.
William Taylor Barry war noch ein Junge, als seine Eltern mit ihm aus Virginia ins Fayette County im Bundesstaat Kentucky zogen. Sein Vater John Barry war ein Veteran des Unabhängigkeitskrieges. Dem Besuch der öffentlichen Schule und zweier Privatschulen folgte ein Studium an der Transylvania University in Lexington; später wechselte er ans William and Mary College in Williamsburg, wo er 1803 graduierte. Nach dem Abschluss in Jura wurde er 1805 in die Anwaltskammer aufgenommen. Barry arbeitete zunächst als Jurist im Jessamine County, danach in Lexington.
1807 begann seine politische Karriere, als er Mitglied des Repräsentantenhauses von Kentucky wurde. 1810 zog er als Vertreter seines Staates ins US-Repräsentantenhaus ein, dem er bis 1811 angehörte. Nachdem er als Soldat im Britisch-Amerikanischen Krieg gedient hatte, kehrte er in die Politik zurück und nahm von 1814 bis 1816 als Nachfolger des zurückgetretenen George Bibb einen der beiden Sitze Kentuckys im US-Senat ein. Nach Verlassen des Kongresses saß er noch zwischen 1817 und 1821 im Senat von Kentucky.
1820 wurde er als Vizegouverneur Mitglied der Staatsexekutive; 1824 wechselte er ins Amt des Secretary of State von Kentucky, das er bis 1825 innehatte. Die Kandidatur als Gouverneur verlief 1828 erfolglos. 1829 verfolgte eine erneute Berufung nach Washington, D.C., als er Postmaster General im Kabinett Jackson wurde, was er bis 1835 blieb. Die nächste Station in William Barrys politischer Laufbahn hätte das Amt des US-Botschafters in Spanien sein sollen, wo er als Nachfolger von Cornelius P. Van Ness vorgesehen war. Jedoch starb er auf der Reise dorthin, als sein Schiff im englischen Liverpool Station machte. Nachdem er dort auch beerdigt worden war, wo noch heute ein Kenotaph an den amerikanischen Politiker erinnert, wurden seine sterbliche Überreste 1854 nach Amerika gebracht und in Frankfort beigesetzt. Er war Sklavenhalter.
Zu seinen Ehren wurden das Barry County in Michigan und das Barry County in Missouri nach ihm benannt. Sein Neffe Luke P. Blackburn wurde später Gouverneur von Kentucky.